# بشقابی سفید
بشقابی سفید ، بشقابی انبوه (نام علمی: Scutellaria condensata) نام یک گونه از سرده بشقابی است.